# James Ulmer

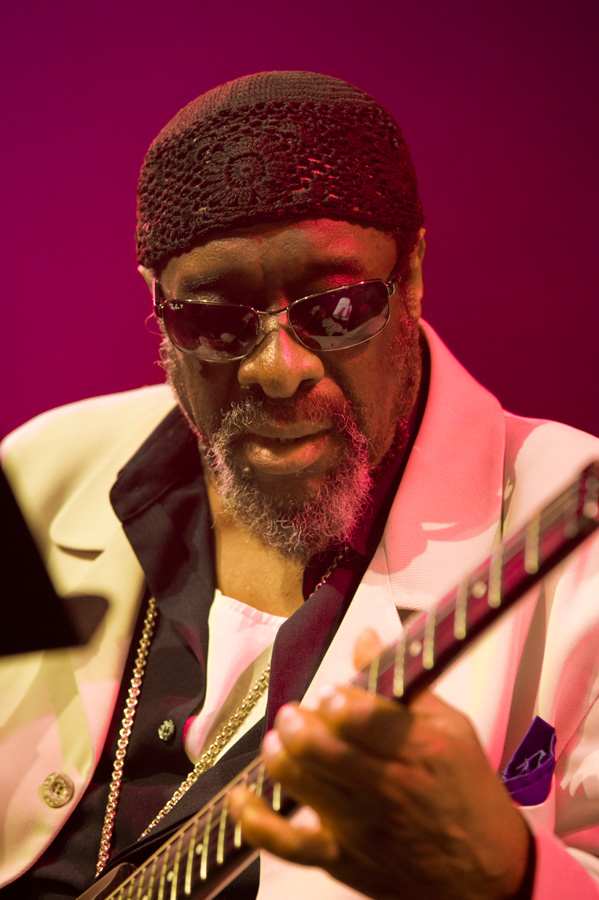
James „Blood“ Ulmer, Moers Festival 2012

James „Blood“ Ulmer (* 2. Februar 1942 in St. Matthews, South Carolina) ist ein US-amerikanischer Jazz- und Bluesgitarrist. Er stand seit Ende der 1970er Jahre wie auch Ornette Coleman und Ronald Shannon Jackson im Mittelpunkt eines den Free Jazz mit dem Jazzrock neu verschmelzenden Free Funk.

## Leben
Ulmer spielte schon als Vierjähriger Gitarre; sein Vater zeigte ihm die ersten Griffe. Bis zum Stimmbruch war er im Gospelquartett The Southern Sons aktiv. 1959 ging er als Berufsmusiker nach Pittsburg, wo er zunächst in R&B-Bands wie The Savoys oder The Swing Kings tätig war, mit denen er auch in Kanada und auf den Virgin Islands gastierte. Zwischen 1964 und 1966 spielte er in orgeldominierten Soul-Jazz-Bands und nahm mit dem Orgeltrio von Hank Marr auf. Zwischen 1967 und 1971 lebte er in Detroit, wo er auch komponierte und mit einer aus Schlagzeug, Bass, Posaune und Altsaxophon bestehenden Gruppe probte. Gelegentlich trat er mit Dionne Warwick, Chuck Jackson, George Adams oder John Patton auf. 1971 zog er nach New York City, wo er neun Monate lang jeden Abend in Minton’s Playhouse auftrat. 1973 war er kurz bei Art Blakey und spielte mit Paul Bley, Larry Young und Joe Henderson. Er nahm Unterricht bei Ornette Coleman und trat 1974 mit ihm beim Ann Arbor Blues & Jazz Festival auf. Er spielte 1976 auf Schallplatten mit Coleman und trat bei weiteren Auftritten von Colemans Prime Time auch in Europa (1978) auf. Daneben war er an zwei Alben mit Arthur Blythe beteiligt.
Ab 1980 leitete Ulmer sein eigenes Trio (zumeist Calvin Weston und Amin Ali), mit dem er Kompositionen spielte, die auf dem harmolodischen Konzept von Coleman aufbauten und die zu einer Art abstraktem Jazzfunk führten. Im weiteren Verlauf der 1980er Jahre arbeitete er auch mit George Adams und mit dem Music Revelation Ensemble (unter anderem mit Pharoah Sanders, David Murray und John Zorn) zusammen. In den 1990er Jahren spielte er einerseits in der Odyssey Band mit Geiger Charles Burnham und Schlagzeuger Warren Benbow, wendete aber auch die mit dem harmolodischen Konzept gewonnenen Erkenntnisse in deutlicher auf den Blues bezogenen Ensembles an, unter anderem mit Vernon Reid, Amina Claudine Myers und Bill Laswell, wie dies auf seinem Album Blue Blood (2001) dokumentiert ist. Er arbeitete auch mit James Carter, Jayne Cortez und dem World Saxophone Quartet.

## Stil
Ulmer hat eine eigenständige Spielweise mit sprödem Klang und starkem Wiedererkennungswert. Er baut auf dem elektrischen Blues mit seinen Verzerrungseffekten und verzogenen Tönen auf und überschreitet gelegentlich die Grenzen der Tonalität. Der Gitarrist verwendet für seine schneidenden, ausschließlich mit dem Daumen gespielten Klänge eine Spezialstimmung und Spezialbesaitung und behandelt sein Instrument betont perkussiv.

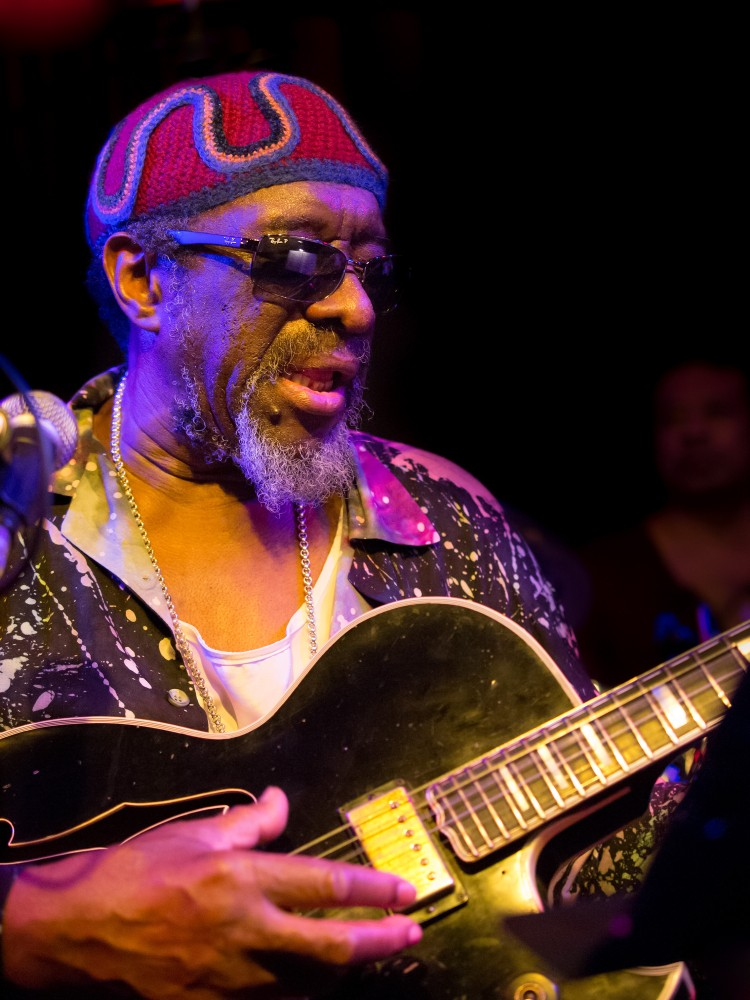
James „Blood“ Ulmer, 2013

## Diskografie (Auswahl)
- Revealing (In+Out, 1977)
- Tales of Captain Black (Artists House, 1978)
- Are You Glad to Be in America? (Rough Trade, 1980)
- Freelancing (Columbia, 1981)
- Black Rock (Columbia, 1982)
- Live at the Caravan of Dreams (Caravan of Dreams, 1986)
- America – Do You Remember the Love? (Blue Note, 1987)
- Wings (1988)
- Blues Allnight (In+Out, 1989)
- Black and Blues (DIW, 1990) Drayton, Ali, Weston
- Harmolodic Guitar with Strings (DIW, 1993)
- Live at the Bayerischer Hof (In + Out, 1994)
- Blues Preacher (Sony, 1994)
- Forbidden Blues (DIW, 1996)
- Blue Blood (Innerhythmic, 2001)
- Memphis Blood: The Sun Sessions (M, 2001)
- No Escape from the Blues (M, 2003)
- Birthright (Hyena, 2005)
- Bad Blood in the City: The Piety Street Sessions (Hyena, 2007)
- In and Out (In+Out, 2009)
- James Blood Ulmer & The Thing: Baby Talk (Trost, 2017)

### Mit Odyssey
- Odyssey (Columbia, 3–5/83) Charles Burnham, Warren Benbow
- Part Time (Rough Trade, 1983)
- Reunion (Knitting Factory, 1997) Burnham, Benbow
- Back in Time (Pi, 2005) Odyssey the Band: Burnham, Benbow

### Mit Music Revelation Ensemble
- No Wave (Moers, 1980)
- Music Revelation Ensemble (DIW, 1988)
- Electric Jazz (DIW, 1990)
- After Dark (DIW, 1991)
- In the Name of… (DIW, 1993)
- Knights of Power (DIW, 1996)
- Cross Fire (DIW, 1997)

### Mit Phalanx
- Phalanx (Moers, 1985)
- Original Phalanx (DIW, 1987)
- In Touch (DIW, 1988)

### Mit Third Rail
- South Delta Space Age (Antilles, 1995)

### Beteiligungen
- Rashied Ali: Rashied Ali Quintet (Knitting Factory, 1973)
- Arthur Blythe: Lenox Avenue Breakdown (Columbia, 1979)
- Arthur Blythe: Illusions (Columbia, 1980)
- Hakim Jami and Revelation Ensemble: Revealing (Reparation, 2003)
- David Murray: Children (Black Saint, 1984)
- David Murray: Recording N.Y.C. 1986 (DIW, 1986)
- John Patton: Accent on the Blues (Blue Note, 1969)
- Jamaaladeen Tacuma: Show Stopper (Gramavision, 1982–83)
- Larry Young: Lawrence of Newark (Perception/Castle, 1973)

## Hörspiele
- 2004: Andreas Ammer/FM Einheit: Lost & Found: Das Paradies (auch Sprecher) – Regie: Andreas Ammer/FM Einheit (Pophörspiel – BR)

## Lexigraphische Einträge
- Leonard Feather, Ira Gitler: The Biographical Encyclopedia of Jazz. Oxford University Press, New York 1999, ISBN 0-19-532000-X.
- Wolf Kampmann (Hrsg.), unter Mitarbeit von Ekkehard Jost: Reclams Jazzlexikon. Reclam, Stuttgart 2003, ISBN 3-15-010528-5.
- Martin Kunzler: Jazz-Lexikon. Band 2: M–Z (= rororo-Sachbuch. Bd. 16513). 2. Auflage. Rowohlt, Reinbek bei Hamburg 2004, ISBN 3-499-16513-9.